# Vườn quốc gia Tiveden
Vườn quốc gia Tiveden là một vườn quốc gia nằm ở Karlsborg và Laxå, thuộc các hạt Örebro và Västra Götaland, Thụy Điển. Khu rừng Tiveden rộng lớn hơn trong suốt lịch sử của nó nổi tiếng về sự nguy hiểm khi từng là một nơi ẩn náu cho những kẻ sống ngoài vòng pháp luật.
Được thành lập năm 1983, vườn quốc gia Tiveden có diện tích chỉ là 13,5 km ², là khu rừng trên núi đá gồ ghề, một phần tương đối nhỏ và được cho là khó có thể thể tiếp cận nhất của rừng Tiveden. 